# شیروانه (قروه)
فامیلی بومی این روستا شیروانی است
شیروانه (قروه)، روستایی از توابع بخش چهاردولی شهرستان قروه در استان کردستان ایران است.روستایی سرسبز و خوش آب و هوا در دامان منطقه حفاظت شده بدر و پریشان و قله شعبان کچل با ارتفاع تقریبی ۳۰۰۰متر و رودخانه دائمی شیروانه در فصل بهار برای گشت و گذار بی نظیر است

## جمعیت
این روستا در دهستان چهاردولی غربی قرار دارد و براساس سرشماری مرکز آمار ایران در سال ۱۳۸۵، جمعیت آن ۴۱۲ نفر (۹۱خانوار) بوده‌است.